# جائزة إسبانيا الكبرى 2017
جائزة إسبانيا الكبرى 2017 هو سباق فورمولا 1 أقيم في حلبة دي كاتلونيا، مونتميلو، إسبانيا. كان الخامس من أصل 20 في بطولة العالم لسباقات الفورمولا واحد موسم 2017. حلّ البريطاني لويس هاملتون أولا بينما جاء الألماني سباستيان فيتل في المركز الثاني وحصل على المركز الثالث الأسترالي دانيل ريكاردو. بلغ الحضور 177,984.

## الترتيب النهائي
|         | الترتيب | السائق        | النقاط |
| ------- | ------- | ------------- | ------ |
|         | 1       | سباستيان فيتل | 104    |
|         | 2       | لويس هاملتون  | 98     |
|         | 3       | فالتيري بوتاس | 63     |
|         | 4       | كيمي رايكونن  | 49     |
| 1       | 5       | دانيل ريكاردو | 37     |
| المصدر: |         |               |        |